# Rendezvényszervezés

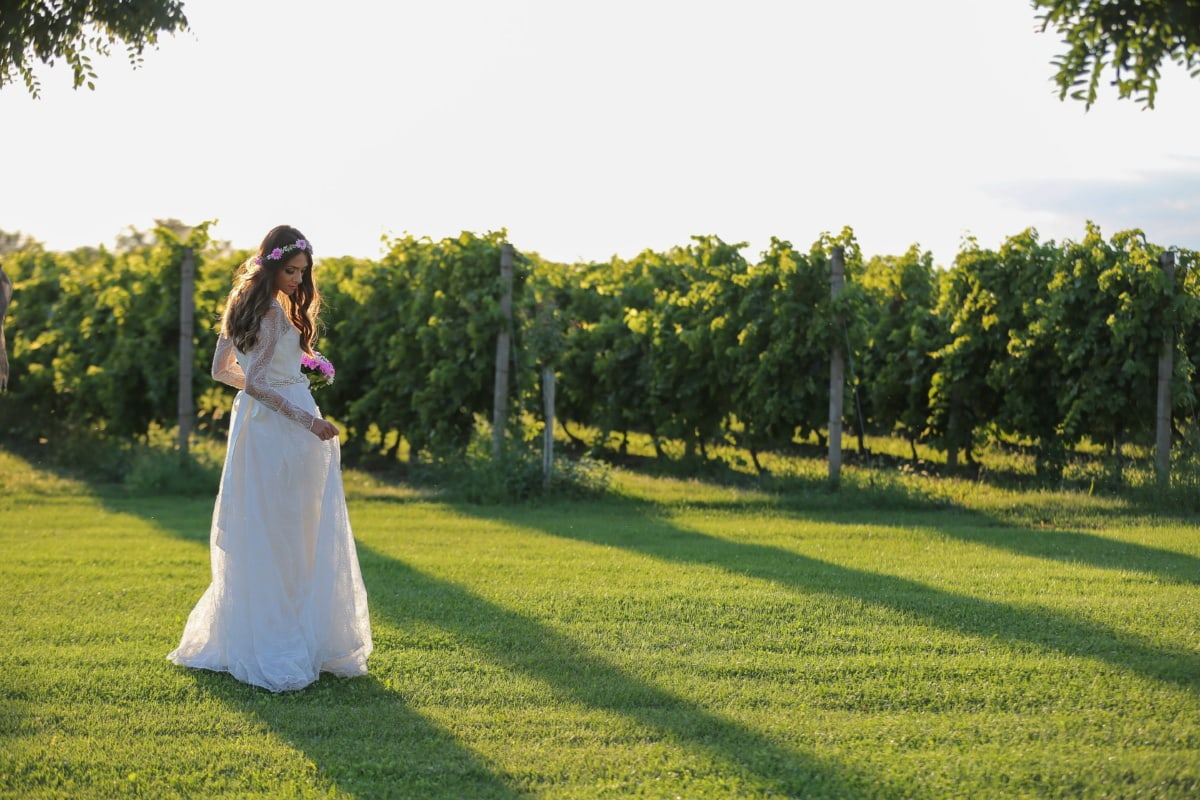
Esküvő egy szőlőben

A rendezvény szervezett közösség keretein belül, előre meghatározott célból, adott helyen és időben megtartott összejövetel.
A rendezvények az alábbi szempontok szerint csoportosíthatóak: 
- gazdasági cél
- helyszín
- helyszínek száma
- tervezés jellege
- jellegük
- funkcionális tartalmuk
- általános csoportosítás
- rendezők alapján
- eredet

## A rendezvény története
Az ókori Egyiptomban már rendeztek különböző ünnepségeket, főleg vallási illetve politikai célokból vagy a fáraó tiszteletére. Szinte egyidősek az első társadalmak, kultúrák létrejöttével. Az első nagy rendezvényekre a Római Birodalomban i. e. 776-ban, az Olimpiai játékok keretein belül került sor. A birodalomban sokszor volt ünnepség, gladiátorjáték, abból a célból, hogy összefogják a népet, és feledtessék vele rossz életkörülményeit.
A középkorban és az újkor elején a hatalmi elit szervezett rendezvényeket, amelyek szigorú szabályok szerint zajlottak. Az uralkodó rendezvényeiért az udvarnok volt a felelős. Az ünnepségek célja: – a hatalom üzenete a népnek, – az ország presztízsének növelése. 
Magyarországon a barokk korban a főurak vadászatokat, lakomákat, családi ünnepségeket rendeztek. A reformkorban az emberek folyamatosan keresték egymás társaságát; színházi előadásokon, kirándulásokon, egyletekben, szabadtéri eseményeken, magánházakban.
A 19–20. század fordulóján kiállításokat, bemutatókat tartottak, fellendült a sport. Az egyik legjelentősebb rendezvény az 1896-os millenniumi kiállítás, ahol már nemcsak a kereskedelmi és gazdasági élet képviselői, hanem a hadügy, a haditengerészet és a főváros képviselői is jelen voltak.
Az üzleti rendezvények az első világháború után, de főleg a másodikatt követően az Egyesült Államokban kezdődtek. A háború utáni első években Közép-Európában és Kelet-Európában a rendezvények a pártrendezvényekre és a központi állami hatalom összejöveteleire, szakkiállításokra és konferenciákra korlátozódtak. Újra voltak koncertek, előadások, bálok, vállalati bemutatók, kiállítások, állami fogadások. A Magyarországon zajló politikai- és gazdasági rendszer változása a rendezvényszervezést is forradalmasították, a rendezvények fontossága megnőtt.

## Rendezvénytípusok
A. Hivatalos rendezvények
1. Konferencia: előre meghatározott napirend és program szerint zajló, problémamegoldó ülés. A kongresszusnál kisebb létszámú és rövid időtartamú. Nagyobb konferenciák esetében gondoskodnunk kell a meghívottak szállodai elhelyezéséről és a konferenciavacsoráról is. Nemzetközi konferencia esetében a résztvevők legalább három, de inkább jóval több országból érkeznek, ezért tolmácsokról is gondoskodni kell. A résztvevők száma dönti el azt, hogy hány ülésteremre, illetve szállodai szobára lesz szükség. Gondoskodni kell úgynevezett hölgyprogramokról is. A házigazda legyen magas rangú személy. A konferenciára a résztvevők egyénileg fizetik be a részvételi díjat.
2. Kongresszus: egy politikai, szakmai, kulturális, vallási stb. csoport több száz vagy akár ezer képviselőjének rendszeres találkozási formája. Csak a szervezet tagjai vehetnek részt rajta. Meghatározott gyakorisággal rendezik, általában egyetlen téma megvitatására hívják össze. A nemzetközi kongresszusok zömében igen formálisak, általában évente üléseznek.
3. Corporate meeting (Testületi ülés): a létszáma 50 fő alatt van. Tolmács nem szükséges. A résztvevőket VIP (Very Important Person: különösen fontos/különleges elbánásban részesülő személy) bánásmódban kell részesíteni. A helyszín csendes környezetben legyen, a feszített munkatempó mellé szabadidős programok is szükségesek. A résztvevők kis létszáma, de VIP-jellege miatt is a szokásosnál többet kell törődnünk a biztonsági feltételekkel.
4. Ülés, meeting: közepes nagyságú összejövetel. A kis létszámú elnökség és a hallgatóság egymással szemben ül, a témákhoz jelentkezés alapján lehet hozzászólni. Ülés szervezhető meghatározott időközönként, de alkalmi jelleggel is.
5. Tréning: kisebb-nagyobb csoportok számára szervezett oktatás, továbbképzés. Intenzív munkaülésnek számít, hasonlít a konferenciára, egyre gyakrabban kerül rá sor.
6. Sajtótájékoztató: tárgyalások, konferenciák, vásárok, kiállítások, szakmai bemutatók, vállalati évfordulók, kitüntetés vagy csupán a nagyobb nyilvánosságnak szánt, vagy meghatározott szakmai köröknek szóló tájékoztatás esetén híják össze a sajtó képviselőit. Több országból érkező újságírók meghívása esetén sajtóértekezletről, sajtókonferenciáról beszélünk.
7. Kiállítás: az eladás ösztönzésének egyik módja, amely lehet vásár, kiállítás, szakkiállítás, szalon, expo és szak-világkiállítás.
B. Étkezéssel egybekötött rendezvények
1. Bankett, fogadás, állófogadás: a fogadás valamilyen esemény ünneplése, vagy valamely magas rangú vendég tiszteletére vendéglátással összekapcsolt összejövetel. A bankett ehhez hasonló, amely lehet ünnepi lakoma; díszebéd, díszvacsora. Az állófogadás a legelterjedtebb rendezvénytípus: az enni- és innivalót a büféasztalon helyezzük el, minden ételt állva kell fogyasztani. Az előkészületei hasonlóak a koktélparti előkészületeihez, de itt legalább másfél négyzetméter alapterületet kell biztosítani fejenként. A pohárköszöntőt mindig a házigazda mondja, utána a fővendég, ehhez állómikrofont és dobogót kell biztosítani.
2. Buffet-dinner: az úgynevezett ültetéses álló rendezvényeken, a buffet-dinner alkalmával a teremben a büféasztalon kívül annyi asztalt kell megteríteni ülésrend nélkül, ahány vendég visszaigazolta a részvételt. A fejenkénti minimális alapterület két négyzetméter. A házigazda asztalához ültetendő vendégeket egyenként kell odakísérni. Legtöbbször zenét is biztosítani kell és háttérműsort is kell szervezni.
3. Koktélparti: ezen a társas összejövetelen köttetnek az új üzleti kapcsolatok és ismeretségek. Az étkezés visszafogott, elegáns. A szükséges alapterület fejenként másfél négyzetméter, de a légköbméter figyelembevételével alacsony helyiségbe kevesebb személyt hívunk meg.
4. Egy pohár pezsgő: kiállítás megnyitásának, szerződés aláírásának, szoboravatásnak, kitüntetés átadásának a szerves része.
C. Egyéb rendezvények
Ankét: tanácskozás, értekezlet, vitaülés
Bál: nagyobb szabású, általában szervezett, rendszerint
Táncmulatság
Bemutató: valaminek az első nyilvános előadása
Estély: az esti órákban rendezett, gyakran vacsorával és tánccal egybekötött ünnepélyes összejövetel, amit valakinek a tiszteletére adnak
Fesztivál: ünnepi játékok, ünnepi előadás sorozat, ünnepélyes seregszemle
Gála: díszes, ünnepélyes előadás, műsor
Parádé: látványos, fényűző, pompás ünnepség, felvonulás
Show: látványos, vegyes szórakoztató műsor
Tutorial: oktatási, konzultációs rendezvény

## Névjegykártya, meghívó, virág, ajándék
1./ a névjegykártya
A látogatójegy, a vizitkártya, a névjegykártya az egyik legősibb,  több ezer éves protokolláris kellék, először Kínában használták.A látogató azonosításán kívül méretével a rangot is jelezte. Volt olyan mandarin, akinek az ajtónyi méretű névjegykártyát ketten vitték előtte, ha látogatóba ment. Európában XIV. Lajos (1643-1715) idejében a látogatók egy kártyalapra firkantottak rá.
Az első igazi látogatójegyet Bourgoing báró gyűjteménye tartalmazza a 19. század végéről. XVI. Lajos (1774–1792) korából származik, és nagyon hasonlít a mai névjegykártyákra. A rangot koronával jelölte, az 5 ágú korona a köznemeseket, a 7 ágú a bárókat, a 9 ágú a grófokat, a 11 ágú a hercegeket jelölte. Eredetileg látogatójegy volt: a bemutatkozáskor, az első látogatáskor és köszönő látogatáskor használták. Az első látogatás és a köszönő látogatás 8 napon belül meg kellett hogy történjék, az utóbbi elmaradhatott, de névjegykártyát akkor is küldeni kellett. A névjegykártyát csak szolgálónak adták át, családtagnak soha! Mérete gyakorlati okokból – a névjegytartó mérete és az információk olvashatósága miatt – 9x5 cm, fekvő formátumú. Hivatalos névjegyre magánadat nem kerülhet, mert a külföldi partnerek nem értenék, miért adja meg valaki a magánelérhetőségét.
A hivatalos névjegykártyán a felső harmadban van a cég emblémája (logója), középen a csalad- és  személynév, alatta a rang, a tudományos fokozat, amely a cégnél az adott beosztáshoz szükséges. Ez alá kerül a cég neve, a kártya jobb és bal alsó sarkaiba pedig a levelezési cím, illetve a telefon-, a faxszám, valamint az e-mail cím. Idegen nyelvű névjegykártyán a nevet lefordítani nem szabad. A névjegyet az alárendelt adja át, ezt viszonozza a magasabb rangú/beosztású személy. A rangbeli jelzés: az alsó sarkot a kisebb rangú, a felsőt a magasabb rangú hajtja be a betűk felé. A jobb szél teljes kihajtása visszafelé vagy leszakítása részvétnyilvánítást jelent.
A névjegykártya nem lehet gyűrött, piszkos.
A névjegykártyák azon oldalán, amelyen a név van, a jobb felső sarokba ceruzával (!) rövidítéseket lehet írni:
a.c.: (avec compliment) = üdvözlettel. Ezt írják a háziasszonynak, ha virág, ajándék esetén, például a háznál adott vacsora előtt;
p.r.: (pour remercier) = köszönettel; ha például a vendéglátó feleségének nem lehetett előre virágot küldeni, de utólag megköszönik a vacsorát, vagy ha egy idegen cég titkárnőjének mondanak köszönetet valamilyen segítségért;
p.f.: (pour féliciter) = szerencsekívánat. Születésnapra, névnapra vagy más ünnepre küldött ajándékhoz, virághoz.
p.f.n.a.: (pour féliciter la nouvelle année) = BÚÉK! Egy munkahelyi részleg együttesen küld üdvözlőlapokat a partnereinek. A névjegylártyát az üdvözlőlappal együtt postázzák. Ilyenkor nem kell aláírni az üdvözlőlapokat, kivétel a nagyon kedves partner.
p.c.: (pour condoléances) = részvétnyilvánítás, ha a temetésen, búcsúztatáson a személyes részvétel lehetetlen.
Ritkán használatos rövidítések:
p.f.c.: (pour faire connaissance) = megismerkedés. A bemutatkozásként, megismerkedés céljából küldött névjegykártyán található rövidítés.
p.p.: (pour présenter) = bemutatás. A bemutató írja a saját névjegyére, csatolva mellé a bemutatandó személy névjegyét, amire semmit nem kell ráírni.
2./ a meghívó:
Az első diplomáciai küldetés célja az uralkodók (és egyben az államok) közötti megbékélés, jó szomszédság, vagy ezek ellenkezője.
A meghívás lehet diplomáciai-, üzleti- vagy magánrendezvény. Mindig írásban, zárt borítékban, postán vagy kézbesítővel kell elküldeni úgy, hogy a címzett a rendezvény előtt 7-10 nappal megkapja. A meghívó legyen ízléses, olvasható és szükséges méretű (A4-es, A5-ös vagy kisebb).
A diplomáciában a nemzeti ünnepükön a nagykövetek kötelezően meghívják a többi nagykövetet, vezető diplomatát és a fogadó ország állami vezetőit, az érdekkörükbe tartozó nagyvállalatok vezetőit és a fogadó ország tudományos és kulturális személyiségeit. A nemzeti ünnepek alkalmából a fogadó ország viszont meghívja a nagyköveteket, a vezető diplomatákat, az állami- és egyházi vezetőket. A meghívottak listájának elkészítésekor kikérik a tárcák és a társadalmi intézmények javaslatait. Az állami fogadás politikai döntés.
Az üzleti rendezvények célja az üzleti kör bővítése. A magánrendezvények célja pedig, mint a neve is mutatja, magánügy.
A Meghívón kötelezően szerepelnie kell
a Meghívó szónak, a meghívott nevének és rangjának:,
a meghívott teljes nevének vagy az "Ön" megszólításnak;
a meghívott nevét mindig kézzel kell beírni. Ha a meghívottat kísérővel hívják meg, a megszólított neve után az és kísérőjét vagy Önt és kísérőjét
az alkalomnak, aminek kapcsán a rendezvényre sor kerül;
a rendezvény műfajának (fogadás, aláírás, ünnepi ülés stb.);
a rendezvény időpontjának (koktél, állófogadás esetén a kezdés és a várható befejezés időpontja; helyének: pontos cím, szükség esetén kis térképpel.
Kötelező tartalmi elem továbbá az R.S.V.P. (répondez s'il vous plait) jelzés, amely a kártya alján található, és mindenképpen követi egy cím vagy egy telefonszám visszajelzés céljából.
A regrets only (csak akkor válaszoljon, ha a meghívást nem tudja elfogadni / csak lemondás esetén) kifejezés csak abban az esetben érvényes, ha a részvétel lehetetlen.
A meghívó kötelező elemként tartalmazza az előírt öltözéket, amely az alkalomhoz illően lehet White tie vagy Formal; Black tie vagy Semi-formal; Informal vagy Sötét öltöny és Casual (részletesen l.: fentebb).
3./ virág, ajándék
Virág: A virágot papírban, celofánban, gombostűvel nem illik átadni. Egynemű virág esetén 11 szálig páratlan, e fölött páros számú virág adható ajándékba. A kedvesnek egyetlen szál vörös rózsa jár minden csomagolás és díszítés nélkül.
A koszorú többféle lehet: kokárdaszerűen elhelyezett virágcsokor egy mohakarikán, tojásdad, levelekkel borított koszorúra helyezett virágcsokor (ez az ún. „görög koszorú”). Csak fehér virágból fiatalnak vagy nagyon idősnek csináltassunk koszorút, a sárga-fehér-  vagy  rózsaszín-halványlila koszorú bárkinek ajánlható. Az emléktáblára babérkoszorút illik helyezni.
A cserepes virág tárgyi ajándék, nincs virág szerepe. Vendéglátóként virág csak az érkező vendégnek adható, a távozónak nem.
Az ajándékozás a társadalmi- és a magánéletben évezredek óta függ a társadalmi, politikai, vallási, rangbeli, hatósági, üzleti és diplomáciai hovatartozástól. Mindig az ajándékoz, aki érkezik, és a helyi szokások fontosabbak a nemzetközi szokásoknál. Minden „testi”, intim ajándékot csak családtag/kedves kaphat.
Magánajándék csak a családtagoknak, legközelebbi barátoknak adható, viszonzás elvárása nélkül. A magánajándékot az ajándékozáskor a megajándékozottnak ki kell bontani.
Hivatalos ajándék: ha a partner hosszabb időt tölt a szállodájában, úgy kell megkapnia az ajándékot, hogy legyen ideje megköszönni. A névjegyre ilyenkor az a.c. (avec compliment = üdvözlettel) jelzést kell írni. Ajándék lehet például könyv, érme, értékes porcelán, természetesen dobozban.
A külföldi vendégek ajándékának keretösszege van, a protokollosok megbeszélik, hogy a fővendég mit szeretne.

## Az ültetési rend (ülésrend)
Az asztalok különfélék lehetnek. A legáltalánosabb a téglalap alakú asztal, ezen kívül alkalmaznak még négyzet-, U- vagy patkó alakú, fésű-, kerek- vagy ovális asztalt is.
A magánéletben már kialakult az ülésrend, a vendégek fogadásánál pedig a házigazda felajánlja a legjobb helyet a fővendégnek. A probléma a protokollban akkor kezdődik, amikor például fésű alakú asztalhoz kell leültetni a delegációkat. A létfontosságú problémák megoldására azonban bármilyen asztal megfelel (l. az 1990-es taxis sztárjkot).
A diplomáciai protokollban mindig, mindenkinek előre meghatározott helye van, azon változtatni csak végszükségben lehet, a partner protokollosának jóváhagyása után! Kis létszám esetén megengedhető, hogy ne legyen betartva az egy külföldi, egy magyar, egy külföldi, egy magyar stb. ültetés, hanem az egyik oldalon csak külföldi, a másik oldalon pedig csak magyar üljön. A két vezetőnek azonban ekkor is kötelező az asztal két oldalának közepénél ülni. A tolmács helye általánosan annak a személynek a balján ül, aki őt a munkára felkérte, de soha nem rangsorol, és még akkor sem ehet, ha épp díszétkezésen van.
A téglalap alakú asztal két leggyakoribb formája a francia és az angol rendszer.
- francia rendszer: a delegációk vezetői az asztal középső részén, egymással szemben ülnek, a delegáció tagjai tőlük jobbra és balra foglalnak helyet csökkenő rangsor szerint. Tehát a vezető jobb oldalán ül a rangsorban a második, a vezető balján pedig a harmadik, a második mellett a negyedik, a harmadik mellett az ötödik és így tovább (ez a legegyszerűbb ültetés!)
- angol rendszer: a delegációk vezetői az asztal két végén, az „asztalfőn” ülnek, tőlük jobbra és balra a francia ültetési rend szerint ülnek a delegáció tagjai. A francia ültetési rendnél közvetlenebb remek társalgási központ alakul ki, viszont itt a kevésbé fontos személyek kerülnek az eddigi kiemelt ültetési helyre, az asztal hosszabbik részének közepére. Az angol ültetésrend merevebb, nehezebb a társalgás, de senki nem érzi úgy, hogy az asztal végén ül.
A négyzet alakú asztalnál minden delegáció helye azonos értékű, az asztal mellett a delegációk vezetői és egy-két vezető beosztású tag – szükség esetén a tolmács – foglal helyet, a többiek mögöttük ülnek.
Az U vagy patkó alakú asztal hátránya, hogy nem ajánlatos két delegációnál alkalmazni, mert a delegációk vezetői az összekötő száron egymás mellé ülnek, ezáltal a saját delegációjuk szélére kerülnek, az összekötő szár belső oldalán ülők pedig háttal ülnek a beszélőnek. Viszont három delegációnak praktikus megoldás.
A fésű alakú asztal a patkó alakú kibővített változata, elkerülhetetlen, hogy a delegáció tagjai egymásnak háttal üljenek. Bonyolult, kényelmetlen ültetés. A diplomácia nem, vagy csak rendkívül ritkán, minimum 25-30 főnél kezdi el alkalmazni.
A kerek asztal és az ovális asztal a francia ülésrend kibővítése. Figyelni kell arra, hogy legfeljebb 6-8 főt ültethető mellé, mert különben a beszédmegértés lehetetlen. Ezeknél az asztaloknál legalább 80 centiméter helyet kell hagyni minden személyre.
Ültetőtabló: 40-50 személy, vagy kiemelt esemény alkalmával készítik el, a vendég erről értesül, hogy hová kell ülnie. A főterem bejáratához állítják, a vendégek bevonulásánál azonnal elviszik.
Ültetőkártya: 10x6 centiméter méretű, a desszertevőeszközök fölött kell elhelyezni, és mindkét oldalára ki kell írni az ott ülő nevét. Ha külföldiek és magyarok vegyesen ülnek az asztalnál, a neveket egységesen kell a kártyán feltüntetni: család- és személynév, vesszővel elválasztva, előbbi csupa nagybetű. A címek, rangok feltüntetése nem szükséges, mert nem biztos, hogy mindenki használja. Nem illik a nemre utaló (Mr, Mrs, Miss, Mz, Herr, Frau) jelzést sem kiírni, a diplomácia egyébként sem eszerint működik. A kártya teljes mérete 10x9 centiméter, ebből a megtámasztásához szükséges 10x3 centiméteres rész visszahajtásával a kártya szépen feküdni fog.

## Külső hivatkozások
- Nemzetközi protokoll